# Discotathra angulifrons
Discotathra angulifrons är en insektsart som först beskrevs av Lucien Chopard 1951.  Discotathra angulifrons ingår i släktet Discotathra och familjen syrsor. Inga underarter finns listade i Catalogue of Life.